# Оффенбах, Жак
Жак Оффенба́х (фр. Jacques Offenbach; 20 июня 1819, Кёльн — 5 октября 1880, Париж) — французский композитор, театральный дирижёр и виолончелист, основоположник и наиболее яркий представитель французской оперетты.
И. Соллертинский считал Оффенбаха «одним из одарённейших композиторов XIX века».

## Биография

### Ранние годы
Жак Оффенбах родился 20 июня 1819 года в Кёльне, который был тогда частью королевства Пруссии. Дом, в котором он родился, был недалеко от площади, которая в настоящее время носит его имя — Оффенбахплац. Оффенбах был вторым сыном и седьмым из десяти детей Исаака Иегуды Оффенбаха, при рождении Эбершта (или Эберста, нем. Eberst, 1779—1850) и его жены Марианны, урождённой Риндскопф (Rindskopf, ок. 1783—1840).
Отец Оффенбаха Исаак, который был из музыкальной семьи, вскоре оставил ремесло книжного переплётчика и зарабатывал на жизнь как странствующий кантор в синагогах, а также играя на скрипке в кафе. Он был автором пьес для гитары, составителем Пасхальной агады (1838) с параллельным текстом на иврите и немецком языках и молитвенника для юношества (1839) с нотами канонических и сочинённых им мелодий. Как уроженец города Оффенбах-на-Майне Исаак был широко известен по прозвищу «Оффенбахер» (нем. der Offenbacher), а в 1808 году он официально сменил фамилию на «Оффенбах». В 1816 году он переселился в Кёльн, где стал давать уроки пения, преподавать игру на скрипке, флейте и гитаре, а также сочинять религиозную и светскую музыку. В Кёльне, в 1819 году, у него появился сын, получивший имя Якоб.
Первоначальное музыкальное образование Якоб Оффенбах получил у своего отца: с шести лет начал учиться играть на скрипке, сочинять песни и танцы, а с девяти лет — на виолончели. Когда отец Якоба получил постоянное место кантора кёльнской синагоги, он смог позволить себе нанять для сына учителя по виолончели. Юный Якоб занимался под руководством Йозефа Александера и Бернхарда Бройера, от которого получил и первые уроки композиции; Бройеру посвящено и первое произведение Оффенбаха — Дивертисмент на темы швейцарских песен (нем. Divertimento über Schweizer Lieder; 1833) для струнного квинтета с солирующей виолончелью. Якоб со старшим братом Юлиусом (скрипка) и сестрой Изабеллой (фортепиано) выступал в составе семейного музыкального трио в местных танцевальных залах, гостиницах и кафе, исполняя преимущественно популярную танцевальную и оперную музыку, в обработке для фортепианного трио.

### Париж

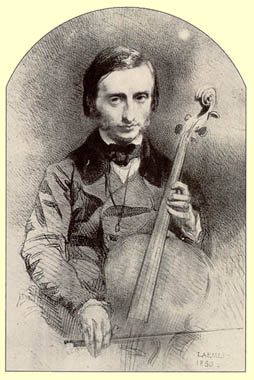
Молодой Оффенбах с виолончелью, 1840-е

Очевидная музыкальная одарённость сыновей побудила их отца в 1833 году привезти восемнадцатилетнего Юлиуса и четырнадцатилетнего Якоба в Париж, чтобы они получили образование и сделали себе карьеру, покинув провинциальную музыкальную сцену. Благодаря щедрой поддержке со стороны местных любителей музыки и муниципального оркестра, с которым они дали прощальный концерт 9 октября, два молодых музыканта в сопровождении своего отца совершили в ноябре 1833 года четырёхдневное путешествие до Парижа. Французское произношение имени Якоба (Жако́б) вскоре сократилось до Жак. Франция стала второй родиной Жака Оффенбаха.
В Париже Оффенбах учился в Парижской консерватории (1833—1834) игре на виолончели у Луиджи Керубини. Хотя устав консерватории запрещал приём иностранцев, Керубини, прослушав игру Жака, пошёл на нарушение устава. Параллельно с учёбой в консерватории Оффенбах играл в театральных оркестрах, выступал в салонах, сочинял сентиментальные баллады, танцевальную музыку для балов. Из-за финансовых трудностей Жак смог проучиться чуть больше года, но этого было достаточно, чтобы стать виртуозом игры на этом инструменте. После консерватории, в 1835 году, Оффенбах брал уроки композиции у Фроманталя Галеви, а также концертировал в Германии и Англии, но большого успеха не имел. Позднее Оффенбах выступал вместе с такими пианистами, как Антон Рубинштейн, Ференц Лист, Феликс Мендельсон, и другими.
Первоначально Оффенбах планировал играть и сочинять «серьёзную» музыку. Его любимым композитором был Гектор Берлиоз. Он мечтал стать автором замечательной оперы; эта мечта осуществится только посмертно. Сначала парижский театр Опера-Комик, где он во время учёбы подрабатывал в оркестре, а потом и другие театры, отказывались от услуг молодого, никому не известного композитора. Тогда Оффенбах и Фридрих фон Флотов организовали инструментальный дуэт и с успехом выступали в парижских салонах. Постепенно он приобрёл известность, и в 1839 году ему впервые удалось поставить водевиль со своей музыкой в театре Пале-Рояль — это был дебют Оффенбаха в качестве театрального композитора.
В 1844 году Оффенбах принял католицизм, чтобы жениться на Эрмини д’Алькен (фр. Hérminie d’Alcain, исп. Herminia de Alcain), дочери испанского эмигранта-оппозиционера. Супруги прожили совместно 36 лет, у них родились четыре дочери. И. И. Соллертинский отмечает, что участие в сочинении легкомысленных оперетт не мешало Оффенбаху быть верным и любящим супругом.
В 1847 году он получил место дирижёра в Театре-Франсэ. К этому времени относятся его небольшие легкие ариетты, написанные на сюжеты из басен Лафонтена. Сотрудничал с театром Флоримона Эрве.
Понемногу его исключительный мелодический дар нашёл признание. В 1850 году Оффенбах стал штатным композитором прославленного мольеровского театра Комеди Франсэз.

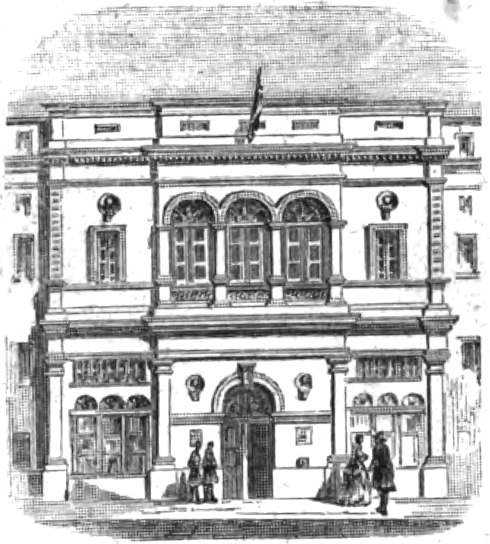
Театр Буфф-Паризьен

В 1855 году появился жанр оперетты: Оффенбах открыл маленький театр под названием Буфф-Паризьен и поставил там целый ряд небольших оперетт. Благодаря достоинствам музыки, умелому выбору актёров и либреттистов (чаще всего пьесы писали Мельяк, Галеви, Кремьё), многие постановки имели большой успех. Весь Париж напевал мелодии Оффенбаха. Уильям Теккерей, посетивший Париж в этом году, сказал: «Если в сегодняшнем французском театре что-нибудь имеет будущее, то это Оффенбах».
В 1858 году были сняты ограничения, по которым театр Оффенбаха имел право выводить не более четырёх персонажей и ставить только одноактные пьесы. Оффенбах поставил масштабный спектакль «Орфей в аду». Художником-оформителем «Орфея» стал молодой Гюстав Доре. Враждебные критические статьи только повысили популярность оперетты; пришёл международный успех.

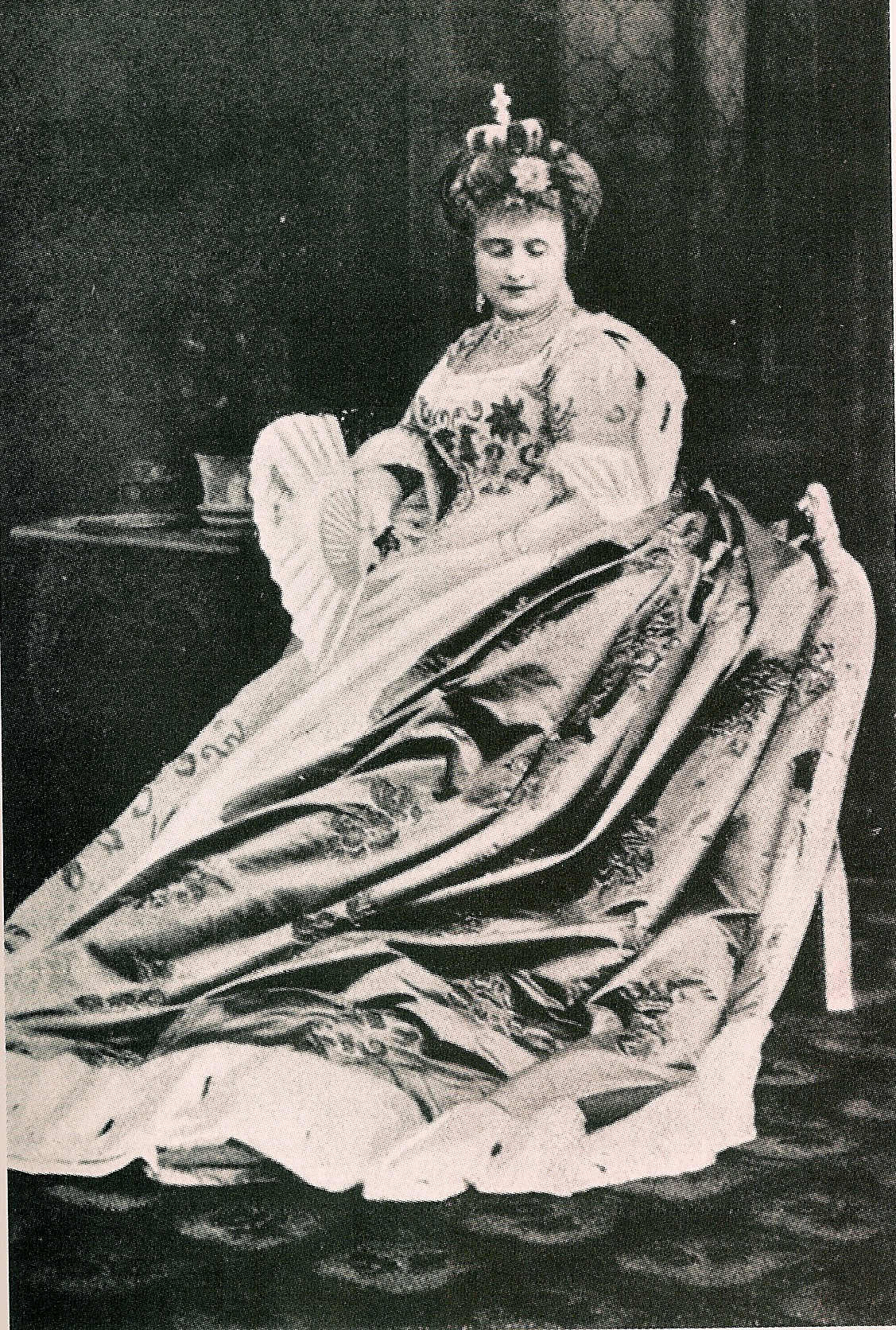
Гортензия Шнейдер, примадонна Оффенбаха, в «Герцогине Герольштейнской»

За «Орфеем» последовало около сотни оперетт, из которых наибольшую популярность заслужили:
- Женевьева Брабантская (1859, либретто Этьен Трефё),
- Песенка Фортунио (1861, по новелле Альфреда де Мюссе),
- Прекрасная Елена (1864), наиболее известное произведение композитора,
- Синяя Борода (1866),
- Парижская жизнь (1866),
- Великая герцогиня Герольштейнская (1867),
- Перикола (1868),
- Трапезундская принцесса (1869),
- Разбойники (1869).

Оперетты Оффенбаха ставились повсюду в мире. Под его влиянием и по его совету Иоганн Штраус создал новый центр опереточного искусства — в Вене.
Кульминацией успеха Оффенбаха стала Всемирная выставка 1867 года в Париже. Маленький театр с трудом вмещал многочисленных гостей, в том числе монархов, видных политиков и других знаменитостей.
В 1870 году разгорелась франко-прусская война. Театр Буфф-Паризьен был закрыт, его здание отведено под лазарет. Оффенбах подвергся травле с обеих сторон: французские газеты обвиняли его в симпатиях к Германии, а немецкие — в предательстве. Оффенбах на год покинул Францию, путешествовал по Европе. По возвращении в Париж в 1871 году правые круги обвинили его в насаждении аморализма, подрыве национальной идеи, высмеивании монархии, религии, армии и других святынь, что, по их мнению, способствовало позорному поражению Франции. Либреттисты Мельяк и Галеви покинули Оффенбаха и перешли к Лекоку.
В 1875 году Оффенбах был вынужден объявить о своём банкротстве. В 1876 году он гастролировал по США, где имел огромный успех.

### Последние годы

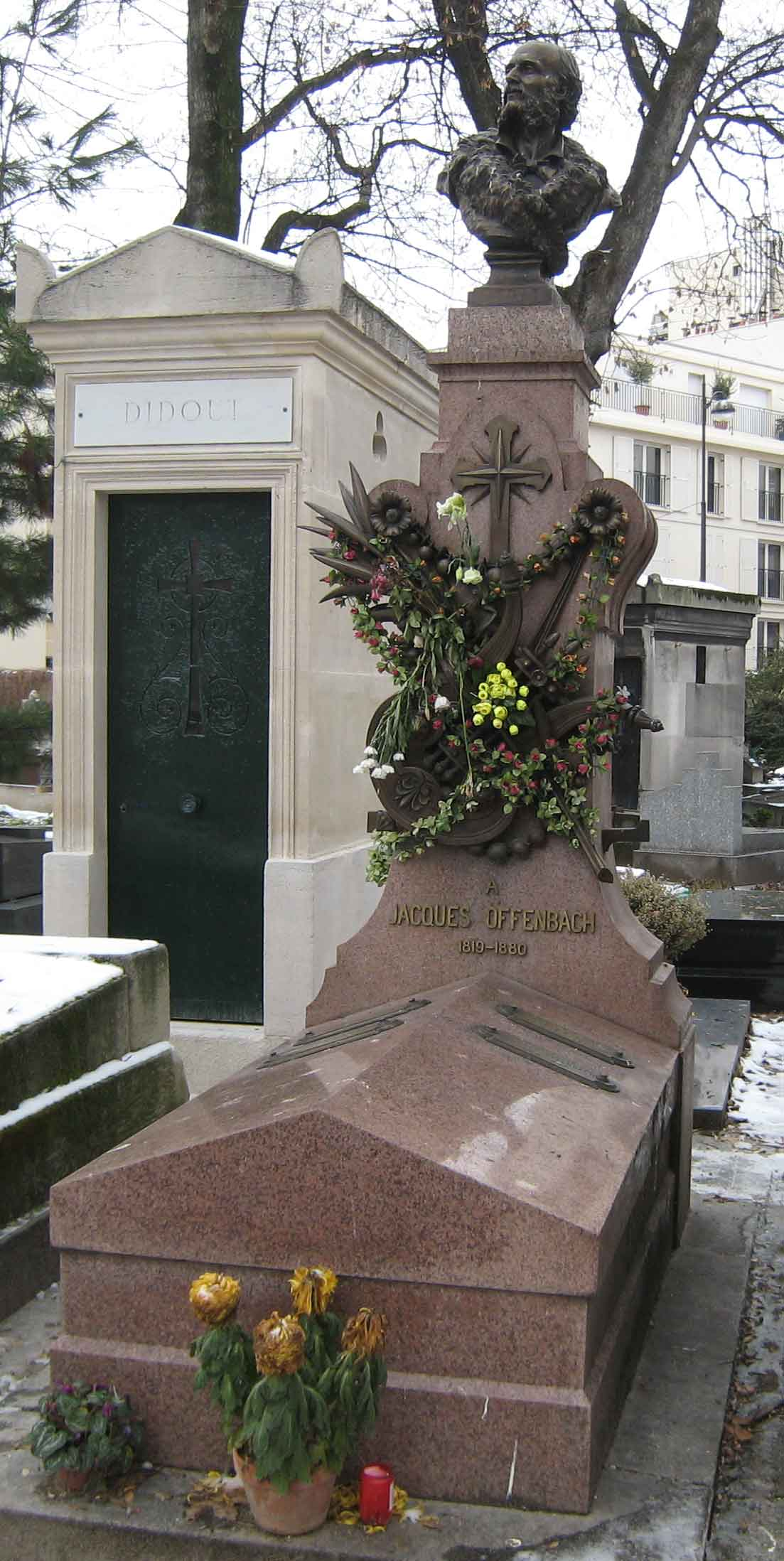
Могила Оффенбаха на Кладбище Монмартр

В 1878 году новая оперетта Оффенбаха, «Мадам Фавар», была хорошо принята парижанами. Несмотря на ухудшение здоровья и переутомление, композитор написал оперетту «Дочь тамбурмажора», премьера которой успешно состоялась 13 декабря 1879 года — это последнее его произведение, исполненное при жизни. Затем он начал работу над давно задуманной лирико-романтической оперой «Сказки Гофмана» по мотивам произведений Э. Т. А. Гофмана.
«Торопитесь поставить мою оперу, у меня немного времени» — писал композитор директору театра Опера-Комик Леону Карвальо. Оффенбах написал весь клавир, завершил оркестровку пролога и первого акта, но довести до конца второй акт уже не успел.
Оффенбах умер от приступа удушья 5 октября 1880 года. Иоганн Штраус отменил свои гастроли и приехал в Париж попрощаться с другом. Оффенбах похоронен на кладбище Монмартр, в Париже.
Оставшиеся детали оперы «Сказки Гофмана» завершил его друг, Эрнест Гиро, известный также редактированием оперы Бизе «Кармен». Гиро вставил в оперу несколько фрагментов из других произведений Оффенбаха, в том числе знаменитую «Баркаролу» (написанную для «Ундины»). Премьера оперы состоялась в 1881 году в театре Опера-Комик, где некогда начинал молодой Оффенбах. «Сказки Гофмана» были восторженно приняты публикой и исполняются до сих пор.
Во Франции в 1977 году был снят шестисерийный телевизионный мини-сериал «Безумства Оффенбаха» / «Les folies Offenbach» с Мишелем Серро в главной роли.

## Основные произведения
Оперетты Оффенбаха, остроумные и жизнерадостные, наполненные красочной музыкой, то лиричной, то каскадной, были чрезвычайно популярны во всей Европе. Они являются центром всего его творчества, а лучшие из них ставятся по сей день. В оперную классику вошла и «лебединая песня» Оффенбаха — «Сказки Гофмана» (фр. Les Contes d’Hoffmann).
Список некоторых других произведений Оффенбаха:
- 1839: «Паскаль и Шамбор», водевиль
- 1847: Большой концерт для виолончели с оркестром
- 1855
  - «Арлекин-цирюльник», балет-буффонада
  - «Пьеро-клоун», пантомима
  - «Полишинель в свете», балет
- 1856: «Пастушки Ватто»
- 1858: «Маленькие пророки»
- 1860: «Бабочка», фантастический балет в 2 актах, постановка Марии Тальони
- 1864: «Рейнская ундина» («Рейнские русалки», нем. Die Rheinnixen, фр. Les Fées du Rhin), романтическая опера
- 1868: «Волшебная дудочка»
- 1869: «Какаду» (в основу либретто положен сюжет комической поэмы «Вер-Вер» Грессе)
- 1872: «Сплетня»

## Образ в кино
- «Вернемся на Елисейские поля[фр.]» (Франция, 1938) — актёр Робер Пизани[фр.]

## Фотогалерея

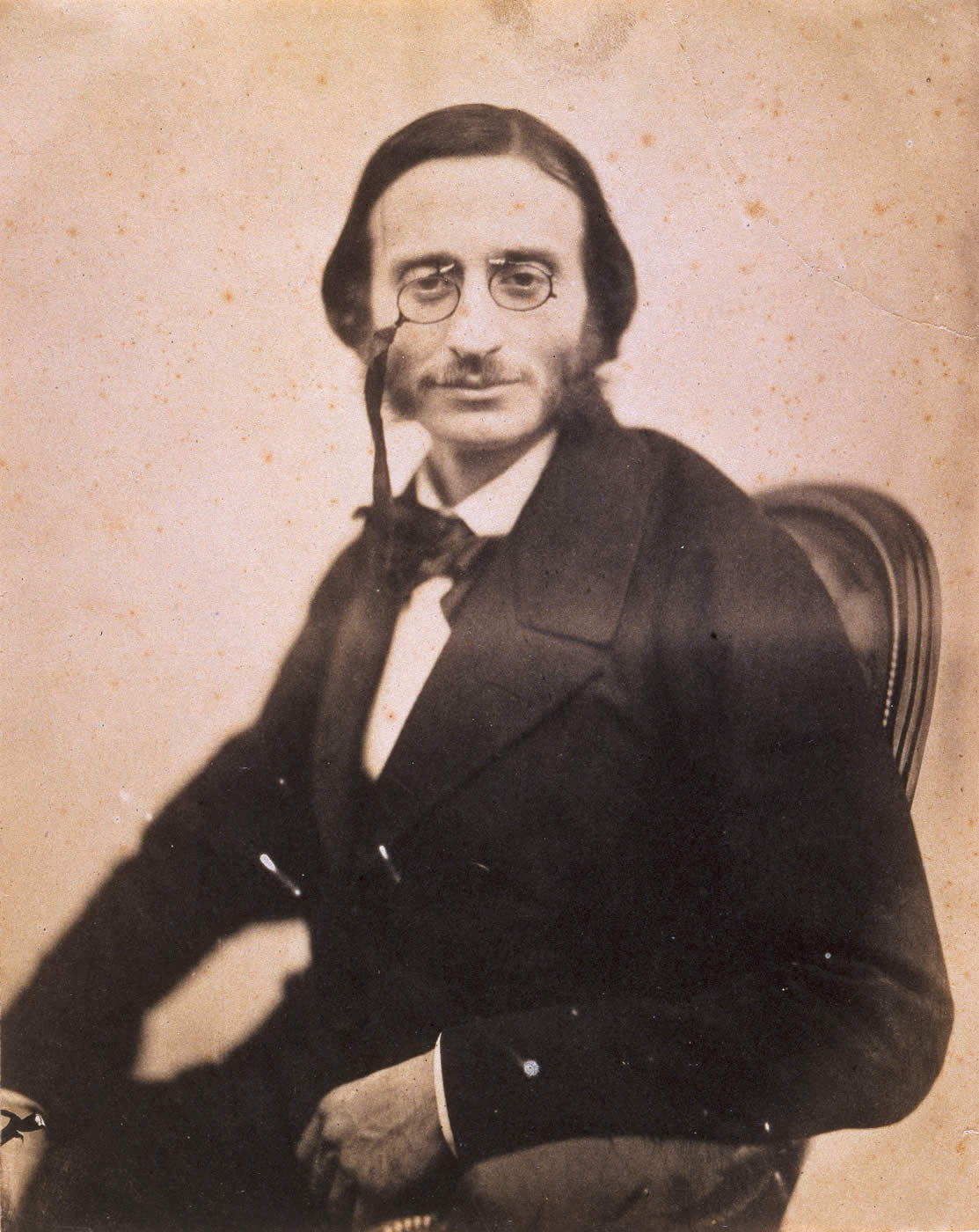
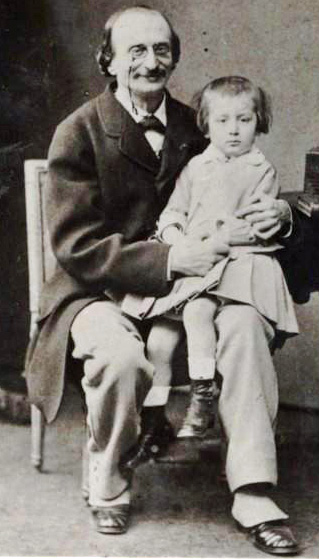
Оффенбах и его единственный сын Огюст